# Herman Ricketts
Herman Emanuel Ricketts (* 9. Mai 1931 in Lances Bay, Hanover Parish; † 19. Juli 2003) war ein jamaikanischer Polizeibeamter. Er war von 1984 bis 1991 Polizeichef (Police Commissioner) der Jamaica Constabulary Force (JCF). 

## Leben
Herman Ricketts war Sohn des Geschäftsmanns Oswald Ricketts und seiner Ehefrau Winnifred Reid. Nach dem Besuch der Primary School in seinem Heimatort wechselte er auf das St. George’s College in Kingston.
1951 trat er in die Jamaica Constabulary Force ein, wo er von 1953 bis 1969 im Bereich Verbrechensaufklärung tätig war, zuletzt im Rang eines Detective Inspectors. In dieser Zeit wurde er 1965 am Hendon Police College in London, 1968 an der International Police Academy in den Vereinigten Staaten sowie 1969 an der University of the West Indies ausgebildet.
Von 1970 bis 1975 arbeitete er im uniformierten Polizeidienst, danach bis 1977 wieder im Kriminalpolizeidienst, 1976 auch bei Interpol in Paris. Im Anschluss war er wieder im uniformierten Polizeidienst eingesetzt. Am 24. Dezember 1984 wurde er in seiner letzten Verwendung in das Amt des Police Commissioners versetzt. 1991 erfolgte die Zurruhesetzung.
Ricketts war seit dem 31. August 1957 mit Cevel Barham verheiratet. Aus der Ehe gingen zwei Söhne und eine Tochter hervor. Er verstarb 2003 nach sechsmonatiger Krankheit.

## Auszeichnungen
- 1983: Member des Royal Victorian Order (MVO)
- 1984: Lieutenant des Royal Victorian Order (LVO)
- 1985: Commander des Order of Distinction (CD)